# مايك أغيري
مايك أغيري (بالإنجليزية: Mike Aguirre)‏ هو محامي أمريكي، ولد في 1949.